# Seychelles ai Giochi della XXVIII Olimpiade
Le Seychelles parteciparono ai Giochi della XXVIII Olimpiade, svoltisi ad Atene, Grecia, dal 13 al 29 agosto 2004, con una delegazione di 9 atleti impegnati in sette discipline.

## Delegazione
| Sport             | Uomini | Donne | Totale |
| ----------------- | ------ | ----- | ------ |
| Atletica leggera  | 1      | 1     | 2      |
| Canoa/kayak       | 1      | -     | 1      |
| Judo              | 1      | -     | 1      |
| Nuoto             | 1      | 1     | 2      |
| Pugilato          | 1      | -     | 1      |
| Sollevamento pesi | 1      | -     | 1      |
| Vela              | 1      | -     | 1      |
| Totale            | 7      | 2     | 9      |

## Risultati

### Atletica leggera
| Q | Qualificato al turno successivo per la Classifica in qualificazione                                                          |
| q | Qualificato per il turno successivo per ripescaggio o, negli eventi su campo, conquistando la misura minima per qualificarsi |

Maschile
Eventi su pista e strada
| Atleta      | Evento      | Batteria  | Batteria   | Semifinale      | Semifinale      | Finale          | Finale          |
| Atleta      | Evento      | Risultato | Classifica | Risultato       | Classifica      | Risultato       | Classifica      |
| ----------- | ----------- | --------- | ---------- | --------------- | --------------- | --------------- | --------------- |
| Evans Marie | 400 m piani | 48"23     | 6º         | non qualificato | non qualificato | non qualificato | non qualificato |

Femminile
Eventi su pista e strada
| Céline Laporte | 100 m ostacoli | 13"92 | 8ª | non qualificata | non qualificata | non qualificata | non qualificata | non qualificata | non qualificata |

### Canoa/kayak
Sprint
| Atleta       | Evento  | Batteria  | Batteria   | Semifinale      | Semifinale      | Finale          | Finale          |
| Atleta       | Evento  | Risultato | Classifica | Risultato       | Classifica      | Risultato       | Classifica      |
| ------------ | ------- | --------- | ---------- | --------------- | --------------- | --------------- | --------------- |
| Tony Lespoir | K1 500  | 2'02"669  | 6º q       | 2'04"975        | 9º              | non qualificato | non qualificato |
| Tony Lespoir | K1 1000 | 4'17"128  | 9º         | non qualificato | non qualificato | non qualificato | non qualificato |

### Judo
Maschile
| Atleta           | Evento | Preliminari                  | 16-esimi             | Ottavi               | Quarti               | Semifinali           | Ripescaggio          | Finale               | Pos.            |
| Atleta           | Evento | Avversario Punteggio         | Avversario Punteggio | Avversario Punteggio | Avversario Punteggio | Avversario Punteggio | Avversario Punteggio | Avversario Punteggio | Pos.            |
| ---------------- | ------ | ---------------------------- | -------------------- | -------------------- | -------------------- | -------------------- | -------------------- | -------------------- | --------------- |
| Francis Labrosse | -60 kg | Albarracín (ARG) P 0001–1001 | non qualificato      | non qualificato      | non qualificato      | non qualificato      | non qualificato      | non qualificato      | non qualificato |

### Nuoto
Maschile
| Atleta           | Evento         | Batteria  | Batteria   | Semifinale      | Semifinale      | Finale          | Finale          |
| Atleta           | Evento         | Risultato | Classifica | Risultato       | Classifica      | Risultato       | Classifica      |
| ---------------- | -------------- | --------- | ---------- | --------------- | --------------- | --------------- | --------------- |
| Bertrand Bristol | 200 m farfalla | 2'09"07   | 38º        | non qualificato | non qualificato | non qualificato | non qualificato |

Femminile
| Atleta        | Evento     | Batteria  | Batteria   | Semifinale      | Semifinale      | Finale          | Finale          |
| Atleta        | Evento     | Risultato | Classifica | Risultato       | Classifica      | Risultato       | Classifica      |
| ------------- | ---------- | --------- | ---------- | --------------- | --------------- | --------------- | --------------- |
| Shrone Austin | 100 m rana | 1'19"02   | 43ª        | non qualificata | non qualificata | non qualificata | non qualificata |

### Pugilato
Maschile
| Atleta       | Evento              | 16-esimi              | Ottavi               | Quarti               | Semifinali           | Finale               | Pos.            |
| Atleta       | Evento              | Avversario Punteggio  | Avversario Punteggio | Avversario Punteggio | Avversario Punteggio | Avversario Punteggio | Pos.            |
| ------------ | ------------------- | --------------------- | -------------------- | -------------------- | -------------------- | -------------------- | --------------- |
| Kitson Julie | Pesi welter leggeri | Nourian (AUS) P 22–51 | non qualificato      | non qualificato      | non qualificato      | non qualificato      | non qualificato |

### Sollevamento pesi
Maschile
| Atleta         | Evento          | Strappo   | Strappo    | Slancio   | Slancio    | Totale | Classifica |
| Atleta         | Evento          | Risultato | Classifica | Risultato | Classifica | Totale | Classifica |
| -------------- | --------------- | --------- | ---------- | --------- | ---------- | ------ | ---------- |
| Richard Scheer | −85 kg maschile | 140       | 16º        | 160       | 12º        | 305    | 12º        |

### Vela
Misti
| Atleta      | Evento | Regata | Regata | Regata | Regata | Regata | Regata | Regata | Regata | Regata | Regata | Regata | Punteggio netto | Classifica finale |
| Atleta      | Evento | 1      | 2      | 3      | 4      | 5      | 6      | 7      | 8      | 9      | 10     | M*     | Punteggio netto | Classifica finale |
| ----------- | ------ | ------ | ------ | ------ | ------ | ------ | ------ | ------ | ------ | ------ | ------ | ------ | --------------- | ----------------- |
| Allan Julie | Laser  | 14     | 17     | 8      | 34     | 33     | 20     | 9      | 24     | 23     | 14     | 4      | 166             | 20º               |